# Leucanopsis rosetta
Leucanopsis rosetta là một loài bướm đêm thuộc phân họ Arctiinae, họ Erebidae.